# Article 90 de la Constitution de la Cinquième République française
Article 89 Article 91 
 Abrogé
L'article 90 de la Constitution française a instauré une transition entre les institutions de la Quatrième République et de la Cinquième République.

## Texte de l'article
« La session ordinaire du Parlement est suspendue. Le mandat des membres de l'Assemblée Nationale en fonction viendra à expiration le jour de la réunion de l'Assemblée élue en vertu de la présente Constitution.

Le gouvernement, jusqu'à cette réunion, a seul autorité pour convoquer le Parlement.

Le mandat des membres de l'Assemblée de l'Union française viendra à expiration en même temps que le mandat des membres de l'Assemblée Nationale actuellement en fonction. »
— Article 90 de la Constitution (version d'origine)

## Abrogation
Les articles 90 à 92 n'ayant vocation à s'appliquer que pendant la phase de mise en place des institutions, ils ont été abrogés par la révision constitutionnelle du 4 août 1995.